# Sarykemer
Sarykemer (kasachisch und russisch Сарыкемер, bis 1992 Michailowka/Михайловка) ist eine Siedlung städtischen Typs mit rund 32.000 Einwohnern im Gebiet Schambyl im Süden der Republik Kasachstan.

## Geographie

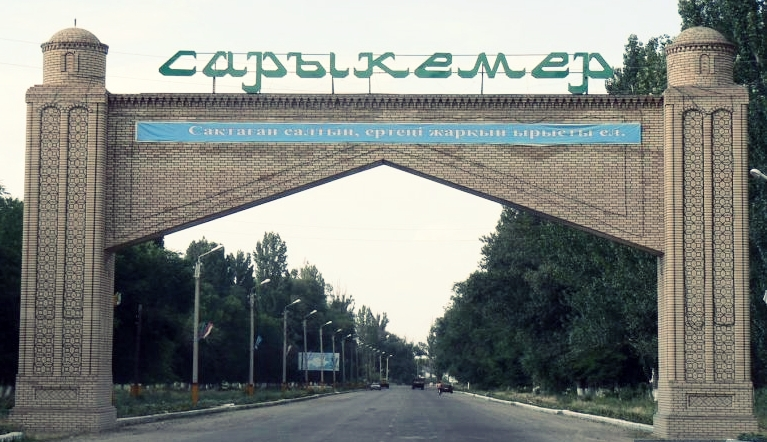
Tor am Ortseingang

Sarykemer ist Verwaltungssitz des Bezirks Baisaq (kasachisch Байзақ ауданы) im Gebiet Schambyl und liegt 15 km nordöstlich des Zentrums der Stadt Taras im Tal des Flusses Talas.

## Geschichte
Gegründet wurde der Ort im Jahre 1874 als russisches Dorf Michailowka (Михайловка) im Generalgouvernement Turkestan. 1918 bis 1924 gehörte Michailowka zur Autonomen Sozialistischen Sowjetrepublik Turkestan (ASSR Turkestan) innerhalb Russlands. Bei der Aufteilung der ASSR Turkestan im Jahre 1924 wurde Michailowka Teil der neu gegründeten Kasachischen ASSR innerhalb der RSFSR und 1936 Teil der neu entstandenen  Kasachischen SSR innerhalb der Sowjetunion. Seit der Auflösung der Sowjetunion (26. Dezember 1991) gehört Michailowka zur unabhängigen Republik Kasachstan. 1992 erhielt der Ort seinen heutigen, kasachischen Namen.

## Bevölkerung
Bei der Volkszählung 1999 wurde für Sarykemer eine Einwohnerzahl von 15.563 Menschen angegeben. Bei der Volkszählung im Jahr 2009 hatte der Ort 24.314 Einwohner. Bei der letzten Volkszählung 2021 lebten 32.043 Menschen in Sarykemer. Zum 1. Januar 2025 ergab die Fortschreibung der Bevölkerungszahlen eine Einwohnerzahl von 32.951 Menschen.
| Einwohnerentwicklung               | Einwohnerentwicklung | Einwohnerentwicklung | Einwohnerentwicklung | Einwohnerentwicklung | Einwohnerentwicklung | Einwohnerentwicklung | Einwohnerentwicklung |
| 1939                               | 1959                 | 1970                 | 1979                 | 1989                 | 1999                 | 2009                 | 2021                 |
| ---------------------------------- | -------------------- | -------------------- | -------------------- | -------------------- | -------------------- | -------------------- | -------------------- |
| 1.984                              | 6.427                | 10.238               | 10.907               | 15.207               | 15.563               | 24.314               | 32.043               |
| Anmerkung: Volkszählungsergebnisse |                      |                      |                      |                      |                      |                      |                      |